# معقل بن قيس الرياحي
معقل بن قيس (أو عبد قيس) الرياحي من بني يربوع من تميم. قائد عسكري أدرك عصر النبوة. أرسله عمار بن ياسر مبشراً لعمر بن الخطاب بفتح تستر. وكان صاحب شرطة علي بن أبي طالب يوم الجمل.
أرسله المغيرة بن شعبة والي الكوفة إلى قتال المستورد بن علفة قائد الخوارج، فنشبت بينهما معركة على شاطئ دجلة قتل فيها كلاهما. ورأى البعض في هذا دليل على دهاء المغيرة الذي سلط معقل الشيعي على المستورد الخارجي. قيل أن قتل المستورد (أي تاريخ تلك المعركة) كان سنة 42 هـ، أوسنة 39 هـ وقيل أن مبايعة المستورد بإمارة الخوارج (وهي طبعاً قبل المعركة) كانت في غرة شعبان سنة 43 هـ (663م).